# Tampa Bay Tritons
Die Tampa Bay Tritons waren ein US-amerikanisches Inlinehockeyfranchise aus Tampa im Bundesstaat Florida. Es existierte im Jahr 1994 und nahm an einer Spielzeit der professionellen Inlinehockeyliga Roller Hockey International teil. Die Heimspiele des Teams wurden in der Expo Hall ausgetragen.
Besitzer des Teams war der bekannte NHL-Star Mark Messier.

## Geschichte
Die Tampa Bay Tritons wurden 1994 im Zuge der Expansion der Roller Hockey International gegründet. In ihrer einzigen Saison, mit Paul Messier als Cheftrainer und General Manager, verpasste das Team die Teilnahme an den Playoffs um den Murphy Cup knapp. Nach der Saison 1994 wurde das Team aufgelöst. Die Tritons verzeichneten in ihrer einzigen Spielzeit einen durchschnittlichen Zuschauerzuspruch mit 3671 Besuchern pro Partie. Die Teamfarben waren Jadegrün und Aubergine.

## Saisonstatistik
Abkürzungen: Sp = Spiele, S = Siege, N = Niederlagen, U = Unentschieden, Pkt = Punkte, T = Erzielte Tore, GT = Gegentore
| Saison | Sp | S  | N  | U | Pkt | T   | GT  | Platz        | Playoffs           |
| 1994   | 22 | 11 | 11 | 0 | 22  | 178 | 166 | 5., Atlantic | nicht qualifiziert |

## Bekannte Spieler
- Duane Dennis
- Jeff MacLeod
- John Spoltore
- Craig Streu